# Dhjána (hinduizmus)
A dhjána (szanszkrit: ध्यान) szó jelentése szemlélődés, mély meditáció. A kifejezés megtalálható a hinduizmusban, a buddhizmusban és a dzsainizmusban is, csekély értelmezési eltéréssel. Ezekben a vallásokban a meditáció gyakorlatát és magasabb rendű tudatállapotot egyaránt jelent, noha a kifejezésnek pontosabb jelentése is van a különböző hagyományokban. 
Dhájának nevezi a hindu bölcselet a meditáló, benső szemléletet. A jógában a hetedik lépcső, a meditáció és a Mantra-jógában az utolsó fokozat volt, amelyből a végső átélés ered.
A meditáció lényegét Patandzsali a Jóga-szútrákban így fogalmazza meg: "a folyamatosan végbemenő megismerő-megfigyelés a dhjána" (tatra pratjaja-ekatánatá dhjánam).
A dhjána szó a dhjá igei gyökből ered, s jelentésében a szemlélődéssel, megfontolással áll kapcsolatban. Az exegézisek számára a legtöbb nehézséget a pratjaja szó adta, amit a legtöbb kommentár a tudatfolyamatokkal hoz összefüggésbe. Tény, hogy a Patandzsali-féle szöveg ezen a helyen kimondottan technikai értelemben vett, a belső tudat folyamatok analízisére vonatkozó meghatározást ad az olvasó számára. Kétségtelen az is, hogy a pratjaja és a tudatban lezajló alakulások között bizonyos összefüggések figyelhetők meg; ahol jelen vannak a tudat-örvénylések (Csitta-vritti), ott számolni kell a pratjajával is, de a meditációban megtapasztalt folyamatos megismerő-megfigyelés (pratjaja-ekatánatá) nem mindig jár együtt a tudatot meghatározó és változtató tendenciákkal. A meditáció lényege - önmagam egy belső aktivitásban. A szamjama a három tudati fokozat, a dháraná, dhjána és a szamádhi egymásba kapcsolódása révén teremti meg a tudat szakrális "tisztaságát" - emberi struktúra teremtőfeloldó hatalmát.
A Ghéranda-Szamhitá megfogalmazásában a meditációs technika magas szintű, sokszor igen összetett vizuális képességet igénylő változata tárul elénk: "A jógi olyannak képzeli szívét, mint a nektár óceánja, melynek közepén egy sziget található, tele drágakövekkel. A partot minden oldalról végig nípa-fák övezik illatos virágokkal megrakottan. Olyan virágzó fák találhatók itt, mint a málati, malliká, a dzsáti, keszara, csampaka, páridzsáta és padma, és mindenütt bódító virágillat terjeng. A jógi azt képzeli, hogy ennek a kertnek a közepén emelkedik a gyönyörű kalpa-fa, amelynek négy ága a négy védát jelképezi, s ágai virágokkal és gyümölcsökkel terheltek. Bogarak zümmögnek és kakukk szól: lent a fa tövében egy emelvényen gyémántokkal ékesített trónus áll, rajta egy különlegesen szép drágakő. A jógi képzeletében a trónusnál megjelennek a mestere által megismert dévák. Ennek a folyamatnak egységesítése a szthúla-dhjána".

## Fajtái
A Hatha-jóga meditációs gyakorlatát sajátos megvilágításba helyezi az ortodox leírás, amely különbséget tesz a meditáció egyes fokozatai között: a meditáció minősége szerint lehet durva (szthúla), fényes (dzsjóti, dzsjótir) vagy szubtilis (szúksma).
"Háromféle elmélyedés van: durva, fénylő és finom. A meditáció akkor durva, amikor annak tárgya egy guru vagy őrző-istenség. A meditáció akkor fénylő, amikor annak tárgya Brahman sugárzó természete. A meditáció akkor finom, amikor annak tárgya a kundaliní energia. Az elmélyedésnek ez a három fajtája mindvégig fennmarad."
Más forrás alapján a dhjánának négy fajtája lehet:
- Szthúla-dhjána

Ez a "durva-személet", azaz Brahman megnyilatkozását kifejező külső, felszíni alakzatok, megjelenési formák szemlélete
- Dzsjótir-dhjána

a benső világosság szemlélete; a meditációnak az öntudat fényére való összpontosítása, amelynek révén ez a benső fény olyan erőre gyúl, hogy a Brahman "eszme, szellem" (csit) mivoltáig hatolhat
- Bindu-dhjána

a misztikus "pont" szemlélete; még koncentráltabb meditáció, mint az előző, s a prakritinek tiszta szattva-elemét tárja fel
- Brahma-dhjána

a sajátságok nélküli, tiszta önvalónak, a Nirguna-Brahmannak szemlélete és belső átélése. Ez a szemléleti forma már minden kifejezhetőség határán túl van, tökéletesen benső, szellemi élmény.
A dhjána különböző fajai egyenesen a jógához vezetnek. Ez magyarázza, miért tartoznak a jóga ágazatai az Upászana főágához, a tulajdonképpeni hódolat ágazataival együtt.

## Fordítás
- Ez a szócikk részben vagy egészben  a   Dhyana_in_Hinduism című angol Wikipédia-szócikk fordításán alapul.  Az eredeti cikk szerkesztőit annak laptörténete sorolja fel. Ez a jelzés csupán a megfogalmazás eredetét és a szerzői jogokat jelzi, nem szolgál a cikkben szereplő információk forrásmegjelöléseként.